# Liste profanierter Kirchen im Bistum Fulda

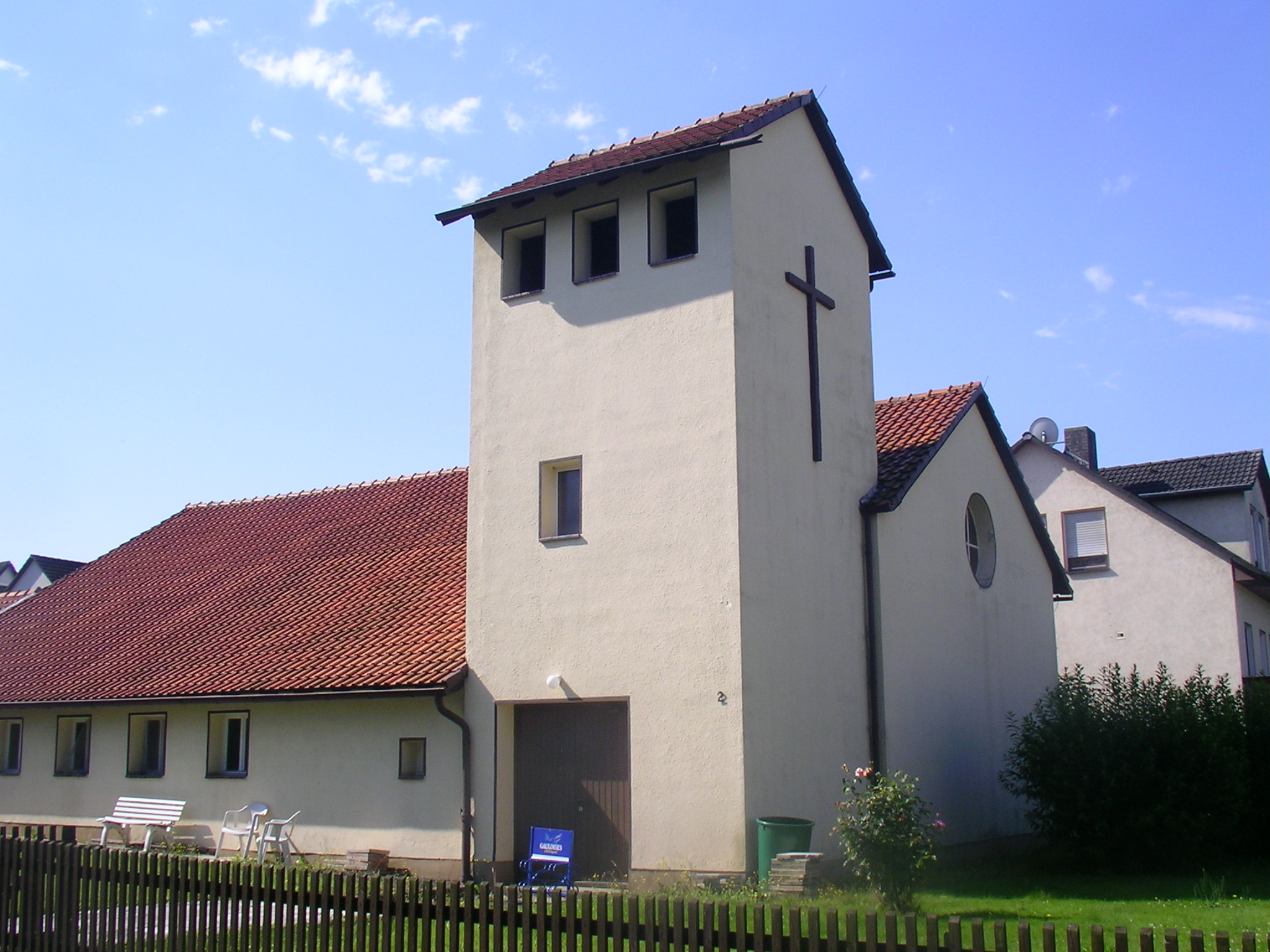
Ehemalige St.-Elisabeth-Kirche in Remsfeld

Die Liste profanierter Kirchen im Bistum Fulda führt Kirchen und Kapellen im Bistum Fulda auf, die profaniert wurden. Sie wurden oder werden verkauft, umgewidmet, umgebaut oder abgerissen.

## Liste
| Ort                               | Name                                                   | Profaniert | Bemerkungen |
| --------------------------------- | ------------------------------------------------------ | ---------- | --- |
| Alheim – Heinebach                | Kirche St. Pius X                                      |            | 1958 erbaut, geschlossen und verkauft, gewerbliche Nachnutzung |
| Bad Hersfeld                      | Kirche St. Nikolaus                                    | 1990       | 1962 eingeweiht, 1990 vermietet, 1991 Übernahme durch Evangelisch-Christen Baptistengemeinde Bad Hersfeld e.V. |
| Bad Hersfeld – Johannesberg       | Kirche St. Wigbert                                     | 2019       | 1981 eingeweiht, 2019 entwidmet und 2020 abgerissen, Übernahme durch Korian und Umwandlung in ein Haus der Betreuung und Pflege Sankt Wigbert                                                                                                |
| Bad Orb                           | Kirche St. Michael                                     | 2023       | 1964 eingeweiht, 2016 wegen Bauschäden geschlossen, 2023 profaniert. |
| Borken – Kleinenglis              | Kirche St. Gerhard Majela                              | 2008       | 1960/61 erbaut, am 1. Oktober 2008 profaniert, heute Eigentum Stadt Borken, steht zum Verkauf |
| Borken – Nassenerfurth            | Kirche Maria Regina                                    | 2008       | 1958/59 erbaut, am 1. Oktober 2008 profaniert, steht zum Verkauf |
| Breitenbach am Herzberg           | Kirche Hl. Dreifaltigkeit                              | 2011       | 1957, steht zum Verkauf |
| Breuna – Wettesingen              | Kirche Herz Jesu                                       | 2024       | 1972 eingeweiht als Nachfolge einer Kirche aus dem Jahr 1952 |
| Edermünde – Besse                 | Kirche Maria vom Guten Rat                             | 2024       | 1956 Grundsteinlegung, am 22. April 1957 eingeweiht, 2019 aus Sicherheitsgründen geschlossen, per Dekret vom 10. Juni 2024 am 7. Juli 2024 profaniert                                                                                        |
| Eschwege-Niederhone               | Kirche St. Martin                                      | 2008       | 1962 eingeweiht, 2008 verkauft, Nachnutzung gewerblich |
| Friedewald                        | Kirche St. Johannes                                    | 2023       | 6. September 1970 geweiht, Profanierung am 6. Mai 2023 |
| Frielendorf                       | Kirche St. Johannes der Täufer                         | 2022       | 1955 eingeweiht, Profanierung am 24. Juni 2022 |
| Fritzlar – Werkel                 | Kirche: Holzbaracke                                    | 1973       | 1949 erbaut, 1973 abgerissen |
| Fulda                             | Kirche St. Elisabeth                                   | 2021       | 1963 eingeweiht, 2021 entwidmet, Umnutzung als Teil einer Schule |
| Fulda – Maberzell                 | Kirche St. Vinzenz                                     | 1990       | 1990 entwidmet, heute Fotostudio |
| Gilserberg                        | Kirche St. Klemens Maria Hofbauer                      | 2024       | 1948 erbaut, 27. Mai 1949 geweiht, Profanierung per Dekret vom 8. März 2024 am 13. Juli 2024, Umbau zu Wohnraum geplant |
| Helsa – Eschenstruth – Waldhof    | Kirche St. Pius X.                                     | 1995       | 1956 errichtet und eingeweiht, 1995 an privat verkauft, Nachnutzung als Wohnhaus |
| Heringen (Werra) – Herfa          | Kirche St. Barbara                                     | 2023       | 4. Dezember 1966 geweiht, Profanierung am 13. Mai 2023 |
| Hessisch Lichtenau – Fürstenhagen | Kirche Maria Hilf                                      | 2008       | 1949 errichtet, 2008 geschlossen, 2009 abgerissen |
| Hilders – Steinbach               | Kapelle des Taubblindenheimes                          | 2024       | per Dekret vom 30. Oktober 2023 am 6. Juni 2024 profaniert |
| Homberg – Wernswig                | Kirche St. Christophorus                               | 2003       | 1964 erbaut, 2003 oder früher geschlossen, 2004 verkauft, zum Wohnhaus umgebaut |
| Hünfeld – Sargenzell              | Alte Kirche                                            | 1984       | 1984 entwidmet und durch Neubau ersetzt, seit 1989 Ausstellungsraum |
| Kassel – Warteberg                | Kirche St. Laurentius                                  | 2024       | 28. April 2024 profaniert, Übergabe an syrisch-orthodoxe Gemeinde geplant |
| Kaufungen – Niederkaufungen       | Kirche St. Franz von Sales                             | 2024       | 14. November 1954 geweiht, 7. Dezember 2024 profaniert, Abriss geplant |
| Knüllwald – Niederbeisheim        | Kirche                                                 |            | geschlossen und verkauft, zum Wohnhaus umgebaut |
| Knüllwald – Remsfeld              | Kirche St. Elisabeth                                   | 2003       | 1951 eingeweiht, 2003 geschlossen, 2021 verkauft, Nachnutzung als Eventlocation |
| Künzell – Dietershausen           | Gott-Vater-Kirche                                      | 2019       | Schönstattbewegung, 22. Dezember 1973 eingeweiht, im ehemaligen Provinzhaus der Schönstätter Marienschwestern, am 1. Dezember 2019 profaniert, Übernahme und Verkauf an die „Christliche Gemeinde Rhön e. V.“ (mennonitische Brüdergemeinde) |
| Lahntal – Sterzhausen             | Kirche                                                 |            | |
| Langenselbold                     | Kirche in der Bahnstraße                               | 1969       | 1952 erbaut, 1969 durch eine neue Kirche am Schloss ersetzt und profaniert und durch Neubau ersetzt |
| Liebenau – Haueda                 | Kirche St. Albert                                      | 2018       | 1957 erbaut, im Sommer 2018 profaniert, verkauft, Nachnutzung als Brennerei geplant |
| Lohfelden                         | Kirche St. Johannes Bosco                              | 1982       | 1949 erbaut, 1977/78 durch Nachfolgebau ersetzt, seit 1982 verpachtet als Hessisches Kutschen- und Wagenmuseum |
| Meinhard – Grebendorf             | Kirche Hl. Dreifaltigkeit                              | 2024       | 1965 erbaut, profaniert am 28. September 2024 |
| Meißner – Abterode                | Kirche St. Antonius von Padua                          | 2024       | 1953 geweiht, profaniert am 22. September 2024 |
| Morschen – Neumorschen            | Kirche St. Franziskus                                  |            | |
| Neuenstein – Raboldshausen        | Kirche Mariä Himmelfahrt oder Zu den Heiligen Aposteln | 1999       | 1951 eingeweiht, um 1999 geschlossen, von 2006 bis 2009 der evangelischen Kirchengemeinde überlassen, als deren Kirche saniert wurde |
| Neuhof – Ellers                   | Filialkirche St. Barbara                               | 2018       | 1963 eingeweiht, 2018 profaniert, Umbau in ein inklusives Wohnprojekt geplant |
| Neukirchen (Knüll)                | Kirche St. Adalbert                                    | 2022       | 1957 erbaut, Profanierung am 30. Dezember 2022 |
| Oberaula                          | Kirche Herz Jesu                                       | 2022       | 1957 erbaut, Profanierung am 25. Juni 2022 |
| Philippsthal (Werra)              | Kirche St. Maria                                       | 2023       | 14. September 1958 geweiht, Profanierung am 21. Mai 2023 |
| Schrecksbach                      | Kirche St. Bonifatius                                  | 2022       | 1950 errichtet (ursprünglich Baracke einer Lungenklinik), Profanierung am 5. Juni 2022 |
| Söhrewald – Wattenbach            | Kapelle St. Anna                                       | 2020       | Architekt Josef Bieling, am 20. November 1960 Grundsteinlegung, am 15. August 1961 geweiht, am 5. Dezember 2020 profaniert |
| Vellmar – Niedervellmar           | Kirche Hl. Geist                                       | 1978       | 1955 eingeweiht, 1978 verkauft, Nachnutzung als Wohnhaus |
| Wabern – Hebel                    | Kapelle Hl. Kreuz                                      | 2009       | 1950 eingeweiht, 2009 verkauft, Nachnutzung als Wohnhaus |
| Wehretal – Hoheneiche             | Kirche St. Michael                                     | 2012       | 1966 eingeweiht, 2012 geschlossen |
| Wehretal – Reichensachsen         | Kirche St. Peter                                       | 2020       | 1953 erbaut, 2020 geschlossen |
| Wildeck – Richelsdorf             | Kirche St. Josef der Arbeiter                          | 2024       | 1957 erbaut, profaniert am 29. September 2024 |
| Wohratal – Halsdorf               | Kirche Maria Königin                                   | 2021       | 1955 eingeweiht, 2021 profaniert |
| Zierenberg                        | Kirche Hl. Kreuz                                       | 1986       | 10. Juli 1957 geweiht, 1983 Nachfolgekirche geweiht, 1986 alte Kirche an privat verkauft |